# Had Dra
Had Dra (àrab حد الدرا) és una comuna rural de la província d'Essaouira de la regió de Marràqueix-Safi. Segons el cens de 2014 tenia una població total de 8.989 persones.